# المونيتور
المونيتور (بالإنجليزية: Al-Monitor)‏ هو موقع إخباري حول الشرق الأوسط ينشر باللغات العربية والإنجليزية والفارسية والعبرية ويقع مقره في الولايات المتحدة. يكتب فيه سلطان سعود القاسمي وبول سالم.

## وصلات خارجية
- الموقع الرسمي

‌